# Richard Houston
Richard Houston (Dublino, 1721 – Londra, 4 agosto 1775) è stato un incisore e pittore irlandese.

## Biografia

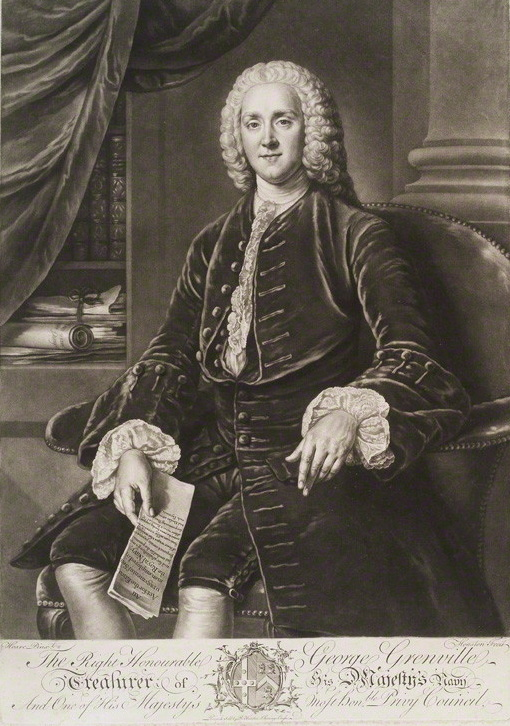
Ritratto di George Grenville, eseguito da Houston.

Il percorso di studi e di formazione artistica di Houston culminò con le lezioni del maestro John Brooks.
All'età di ventisei anni si trasferì a Londra, dove visse il resto della sua vita.
La sua carriera fu segnata da vicissitudini causate da comportamenti discutibili che gli procurarono problemi con la giustizia.
La sua arte si caratterizzò per un'abile padronanza della tecnica della maniera nera, per i temi storici, mitologici, religiosi, e per la creatività fertile.
Houston si distinse soprattutto per la realizzazione di stampe ed acqueforti ricavate dalle opere di Reynolds e di Rembrandt, oltreché per i ritratti, tra i quali si ricordano quelli di Giorgio III e di Federico II.

## Opere principali
Le principali opere di Houston sono incisioni ricavate dalle opere di Reynolds, che includono ritratti di:
- Elizabeth Percy, duchessa di Northumberland;
- Carolina, duchessa di Marlborough, e figlio;
- Mary, duchessa di Ancaster;
- Maria, contessa Waldegrave, dopo duchessa di Gloucester, con la figlia;
- Elisabeth, duchessa di Argyll e suo figlio;
- Lady Selina Hastings;
- Charles Spencer, terzo duca di Marlborough;
- Philip Dormer Stanhope, quarto conte di Chesterfield;
- Richard Robinson, primo barone Rokeby, arcivescovo di Armagh.

Ha anche inciso:
- sette ritratti di Giorgio III;
- due ritratti, dalle opere di Antoine Pesne, di Federico II, re di Prussia, uno a figura intera, l'altro a cavallo;
- John Manners, marchese di Granby, a cavallo, dalle opere di Edward Penny;
- Generale Wolfe, dalle opere di Schaak;
- Pasquale Paoli, dalle opere di Pietro Gherardi;
- Voltaire, dalle opere di Sen;
- Julines Beckford, dalle opere di Nathaniel Dance;
- Catharine Wodhull e il maestro James Sayer, entrambi dalle opere di Zoffany.